# دوا (رومانی)
شهر دوا (به رومانیایی: Deva, Romania) در شهرستان هوندرا در کشور رومانی واقع شده‌است. جمعیت این شهر ۶۹٬۳۹۰ نفر است.

## نگارخانه

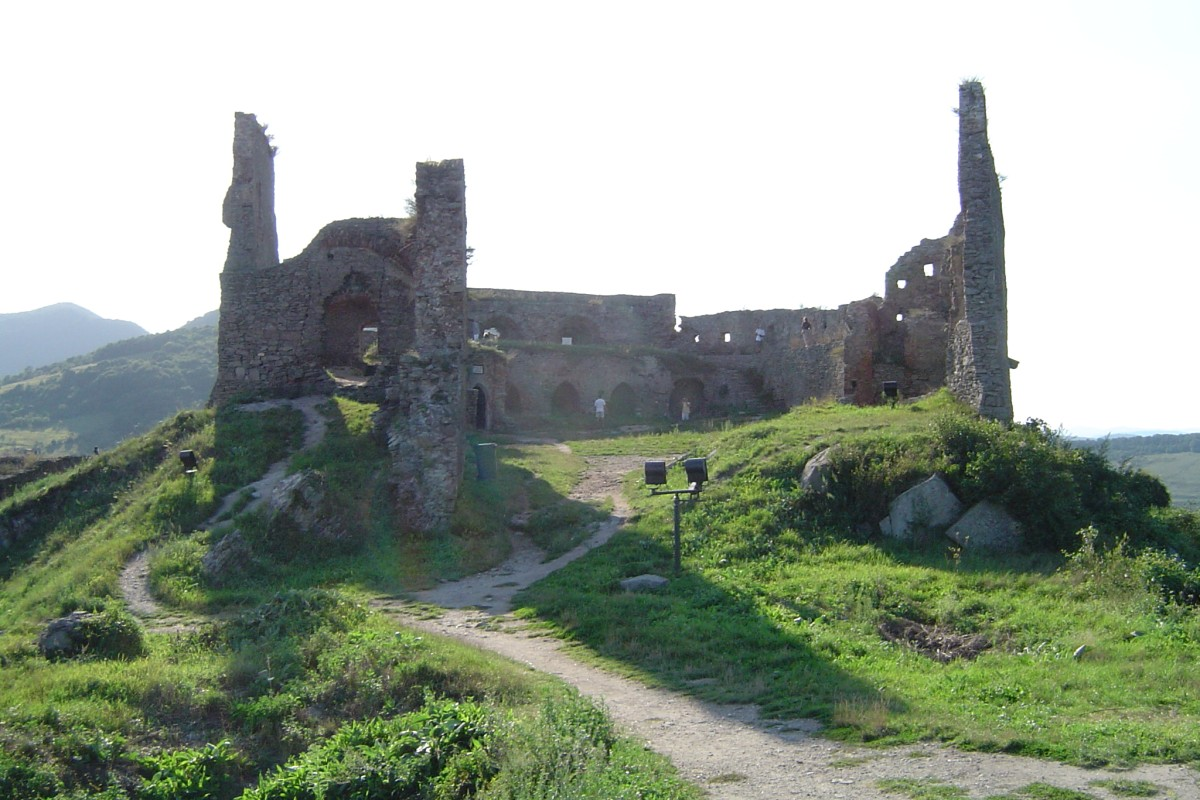
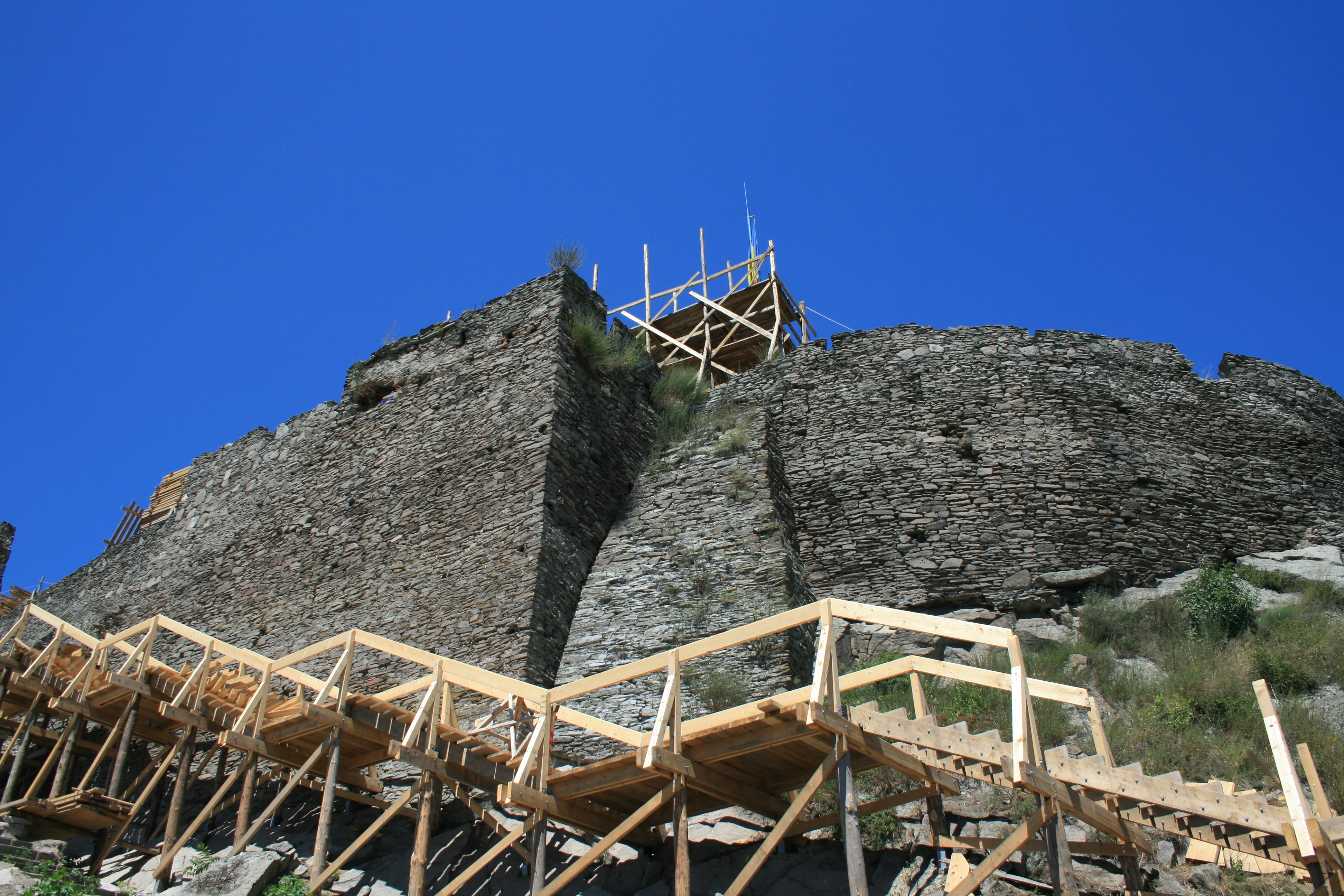
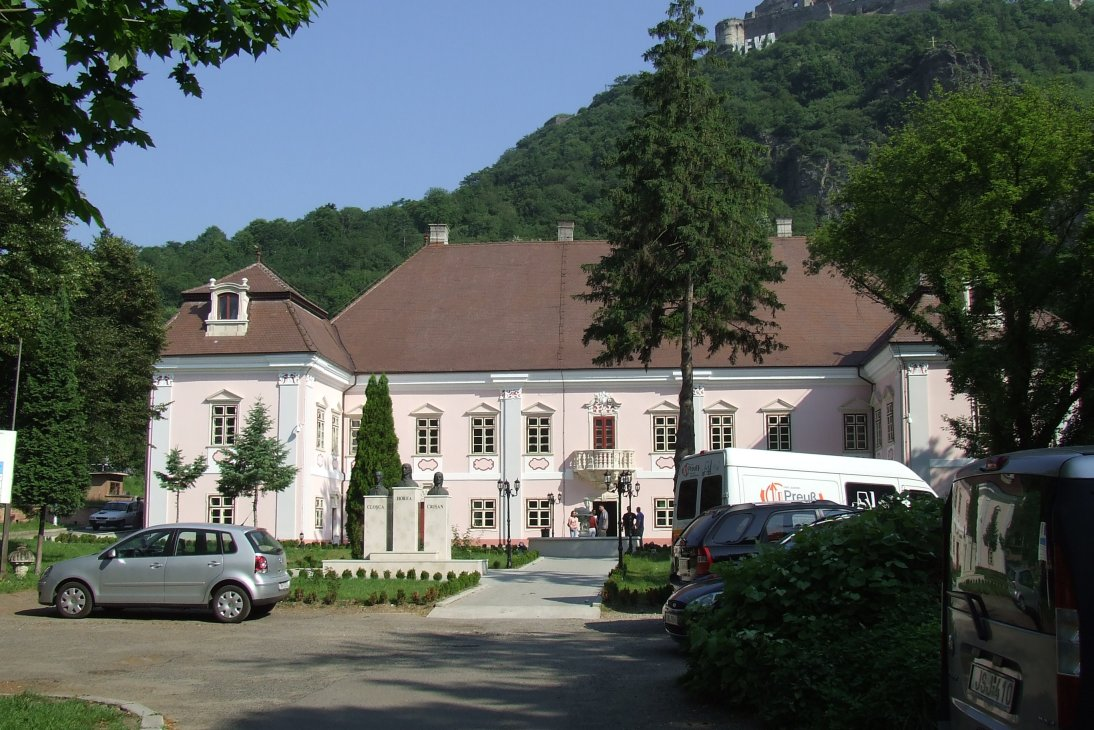
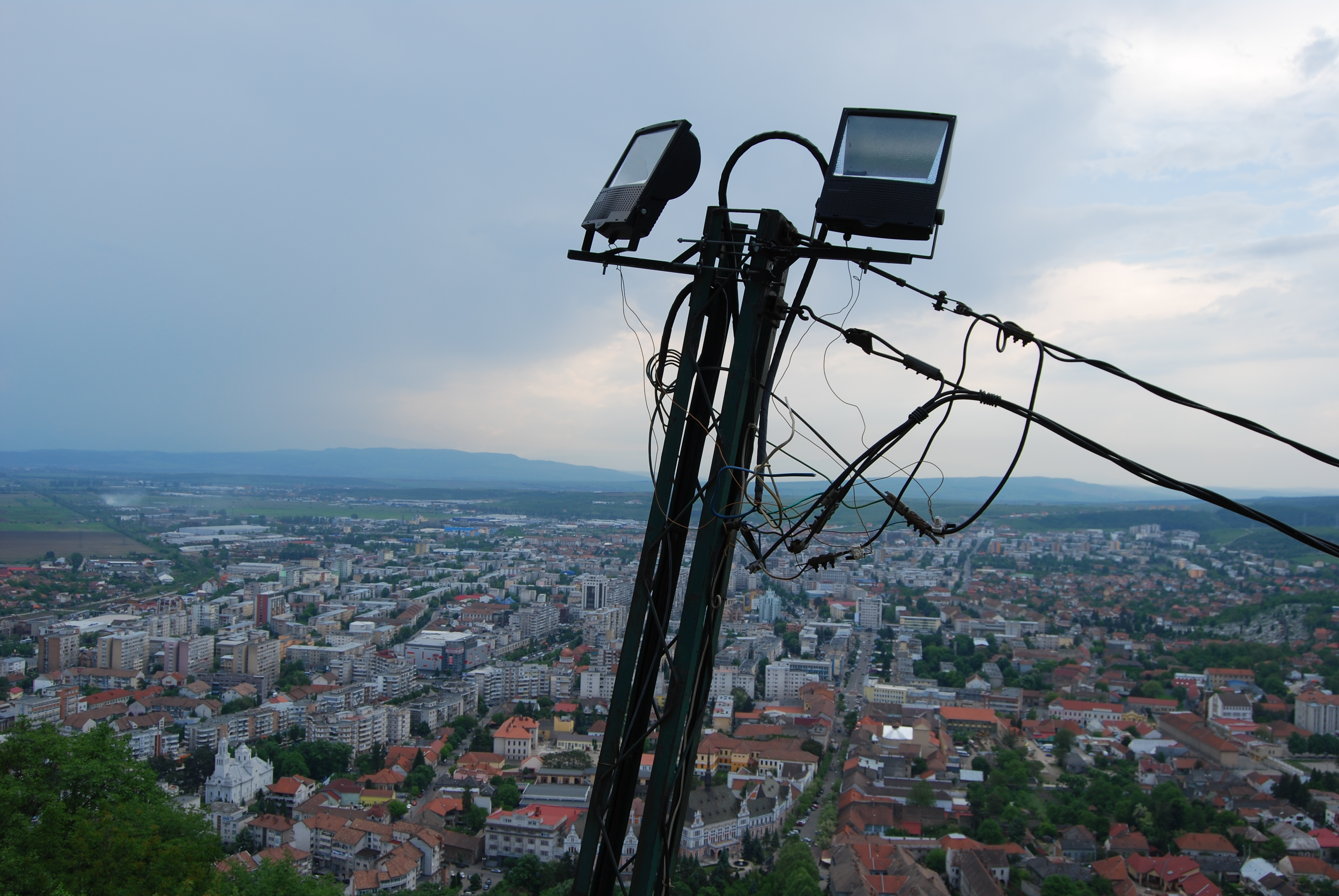
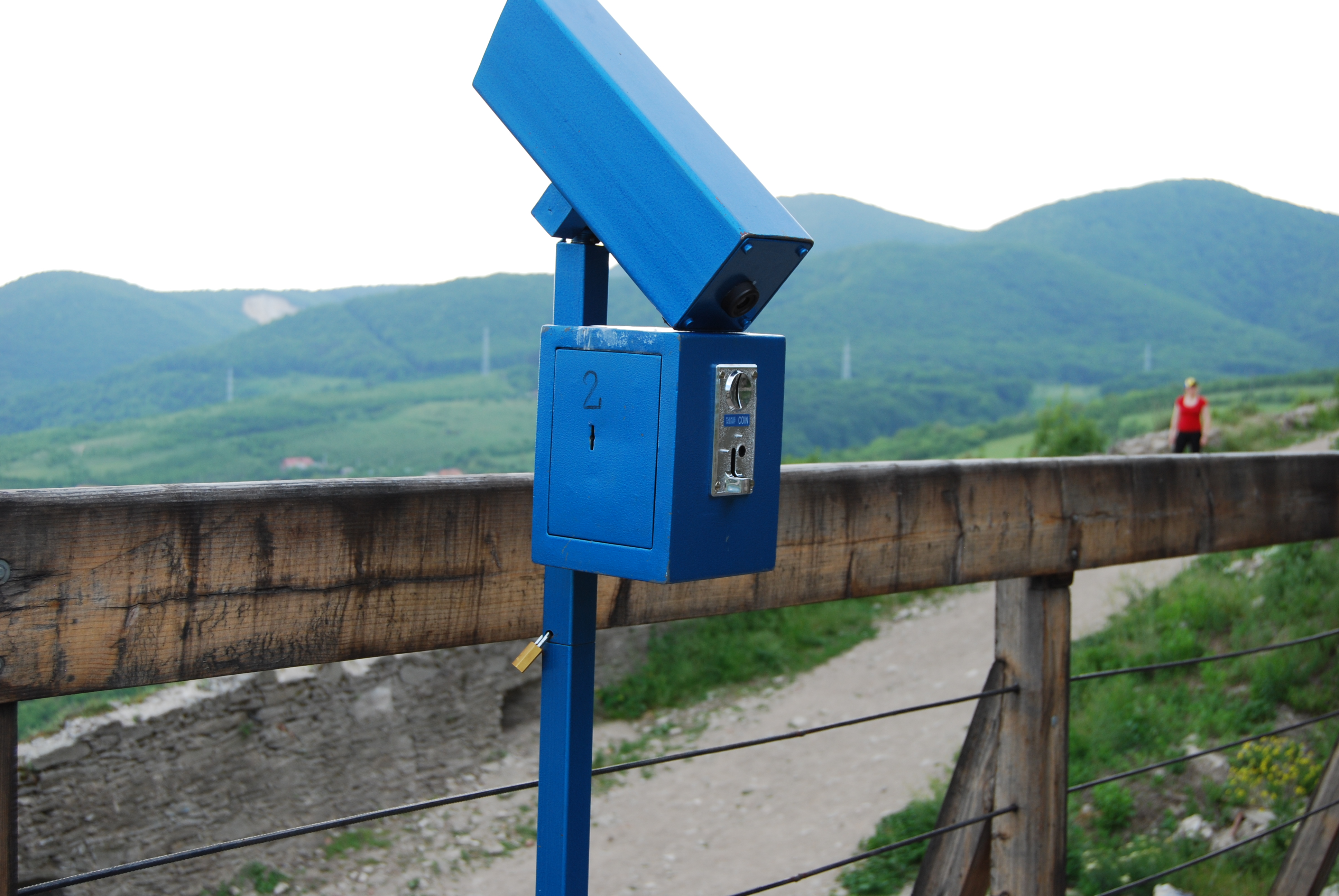